# Équipe d'Afrique du Sud de hockey sur gazon
Maillots

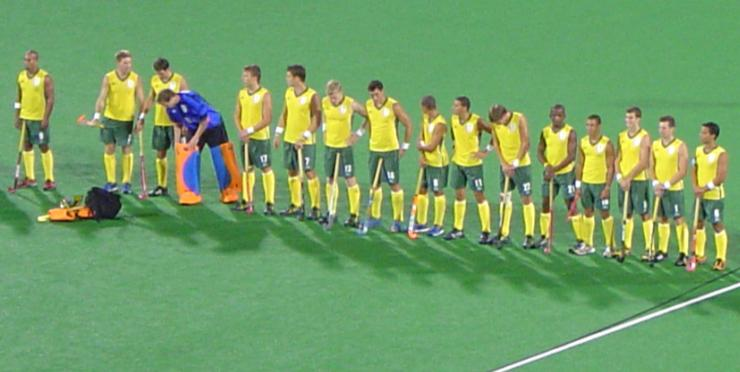
L'équipe d'Afrique du Sud de hockey sur gazon aux Jeux olympiques d'été de 2008.

L'équipe d'Afrique du Sud de hockey sur gazon est l'équipe représentative de l'Afrique du Sud dans les compétitions internationales de hockey sur gazon.

## Palmarès
- Jeux olympiques[2]
  - 1996 : 10e
  - 2004 : 10e
  - 2008 : 12e
  - 2012 : 11e
  - 2016 : Non qualifiée
  - 2020 : 10e
  - 2024 : 9e

- Coupe du monde
  - 2002 : 13e
  - 2006 : 12e
  - 2010 : 10e
  - 2014 : 11e

- Jeux du Commonwealth
  - 1998 : Phase de poules
  - 2002 : 4e
  - 2006 : 8e
  - 2010 : 5e
  - 2014 : 5e

- Ligue mondiale
  - 2012-14 : 15e
  - 2014-15 : 22e

- Coupe d'Afrique des nations
  - 1993 :  1er
  - 1996 :  1er
  - 2000 :  1er
  - 2005 :  1er
  - 2009 :  1er
  - 2013 :  1er
  - 2015 :  1er
  - 2017 :  1er
  - 2022 :  1er

- Champions Challenge
  - 2001 :  2e
  - 2003 :  3e
  - 2011 :  3e
  - 2012 : 7e

- Jeux africains
  - 1995 :  1er
  - 1999 :  1er
  - 2003 :  2e